# Домінго Гарсія
Домінго Гарсія Ередія (ісп. Domingo García Heredia, 30 листопада 1904 — 19 грудня 1986) — перуанський футболіст, що грав на позиції півзахисника за клуб «Альянса Ліма», а також національну збірну Перу.

## Клубна кар'єра
Грав за команду «Альянса Ліма» протягом 16 років і працював водієм. Його два брати — старший Хуліо і молодший Еуложіо також грали в рядах «Альянса Ліма». П'ятиразовий чемпіон Перу. 

## Виступи за збірну
У складі збірної був учасником чемпіонату світу 1930 року в Уругваї, де зіграв в матчі з Румунією (1:3), а з Уругваєм (0:1) на поле не вийшов.
Також брав участь у чемпіонаті Південної Америки 1935 року, де зіграв в трьох матчах.
Всього за збірну зіграв у чотирьох поєдинках .

### Матчі в складі збірної
1. 14 липня 1930. Монтевідео, Уругвай. Перу - Румунія 1:3. Чемпіонат світу 1930

2. 13 січня 1935. Ліма, Перу. Перу - Уругвай 0:1. Чемпіонат Південної Америки 1935

3. 20 січня 1935. Ліма, Перу. Перу - Аргентина 1:4. Чемпіонат Південної Америки 1935

4. 26 січня 1935. Ліма, Перу. Перу - Чилі 1:0. Чемпіонат Південної Америки 1935
Помер 19 грудня 1986 року на 83-му році життя.

## Титули і досягнення
- «Альянса Ліма»

Чемпіон Перу (5): 1927, 1928, 1931, 1932, 1933
- Бронзовий призер Чемпіонату Південної Америки: 1935